# قوائم المواضيع البيئية
هذا سرد بالقوائم التي تتأخذ من البيئة و مواضيعها المختلفة أساسا لإنشاءها

## قوائم العامة
- قائمة قضايا الحماية
- قائمة مواضيع الحماية
- قائمة البلدان بحسب الأثر البيئي
- قائمة الاتفاقيات البيئية
- قائمة التواريخ البيئية
- قائمة الكوارث البيئية
- قائمة المخاطر الصحية البيئية
- قائمة القضايا البيئية
- قائمة الدعاوي البيئية
- قائمة المنظمات البيئية
- قائمة المواضيع السليمة البيئية
- قائمة مواضيع الدراسات البيئية
- قائمة المواضيع البيئية
- قائمة مواقع الويب البيئية
- قائمة المواضيع الخضراء
- قائمة الاتفاقيات البيئية الدولية
- قائمة الغابات القديمة
- قائمة الأطراف في اتفاقية التعديل البيئية
- قائمة المجلات العلمية في الاقتصاد البيئي
- قائمة الأغاني حول البيئة
- قائمة مبادئ الاستدامة

## قوائم الأعلام
- قائمة المهندسين البيئيين
- قائمة الفلاسفة البيئيين
- قائمة وزراء البيئة

## قوائم المنشورات
- قائمة الكتب البيئية الأسترالية
- قائمة الكتب البيئية
- قائمة المجلات البيئية
- قائمة المراجعات ومجلات القانون البيئية
- قائمة النشرات الدورية البيئية
- قائمة التقارير البيئية
- قائمة المنشورات البيئية